# Melanocharitidae
I Melanocharitidae Sibley & Ahlquist, 1985 sono una famiglia di uccelli appartenente all'ordine dei passeriformi.

## Descrizione
Alla famiglia vengono ascritti uccelli di piccole dimensioni (al di sotto dei 15 cm), col beccolungo pigmeo che coi suoi 7 cm e mezzo circa rappresenta l'uccello più piccolo della Nuova Guinea.
Fra le specie ascritte sono osservabili forme anche piuttosto differenti nell'aspetto, coi beccabacche propriamente detti che hanno l'aspetto di cuculi in miniatura e i beccolungo dei generi Toxorhamphus e Oedistoma (da non confondere coi beccolungo africani del genere Macrosphenus, coi quali non sussiste alcun legame di affinità tassonomica) che ricordano dei melifagidi dalla coda corta: nel mezzo si trova il beccabacche maculato, munito di forma del corpo simile ai beccabacche e lungo becco ricurvo simile ai beccolungo.

Tutte le specie presentano colori piuttosto sobri, tendenti al verde-giallastro o al bruno-nerastro: nei beccolungo e nel beccabacche maculato è presente dimorfismo sessuale nel piumaggio, coi maschi dai colori più accesi, mentre nei beccabacche (caso unico fra gli uccelli canori) le femmine sono più grandi rispetto ai maschi.

## Distribuzione
La famiglia è endemica  della Nuova Guinea, della quale le varie specie popolano generalmente le aree di foresta pluviale e foresta nebulosa dell'asse montuoso centrale o le aree pedemontane ad esso adiacenti, sebbene quasi tutti i beccolungo prediligano invece le fasce pianeggianti dell'isola: due specie (il beccabacche nero ed il beccolungo panciagialla) sono diffuse anche al di fuori della Nuova Guinea in senso stretto, popolando anche le isole Aru.

## Biologia
Si tratta di uccelli diurni che vivono da soli o in coppie, talvolta associandosi a stormi misti: tutte le specie presentano una componente insettivora della dieta piuttosto consistente, coi beccabacche che (come intuibile dal nome) si nutrono anche di bacche e frutti, mentre i beccolungo si nutrono anche di nettare. A causa della relativa inaccessibilità dell'habitat della maggior parte delle specie, tuttavia, si conosce relativamente poco rispetto alle loro abitudini alimentari, ed anche la riproduzione è in larga parte sconosciuta.

## Tassonomia
Alla famiglia vengono ascritti quattro generi, per un totale di dieci specie:
Famiglia Melanocharitidae
- Genere Melanocharis
  - Melanocharis arfakiana (Finsch, 1900) - beccabacche oscuro
  - Melanocharis nigra (Lesson, 1830) - beccabacche nero
  - Melanocharis longicauda Salvadori, 1876 - beccabacche pettolimone
  - Melanocharis versteri (Finsch, 1876) - beccabacche coda a ventaglio
  - Melanocharis striativentris (Salvadori, 1894) - beccabacche striato
- Genere Rhamphocharis
  - Rhamphocharis crassirostris Salvadori, 1876 - beccabacche maculato
- Genere Oedistoma
  - Oedistoma iliolophus (Salvadori, 1876) - beccolungo nano
  - Oedistoma pygmaeum Salvadori, 1876 - beccolungo pigmeo
- Genere Toxorhamphus
  - Toxorhamphus novaeguineae (Lesson, 1827) - beccolungo panciagialla
  - Toxorhamphus poliopterus (Sharpe, 1882) - beccolungo mentoardesia

La famiglia Melanocharitidae non esisteva fino agli anni '90: fino a quel momento non si sospettava alcuna affinità filogenetica fra i beccabacche e i beccolungo, che venivano infatti classificati rispettivamente fra i Dicaeidae e i Meliphagidae.

Con l'utilizzo delle tecniche di ibridazione DNA-DNA portate avanti da Sibley e Ahlquist, tuttavia, si evidenziò una forte affinità fra i due gruppi di uccelli, che vennero uniti in un proprio taxon (la famiglia Melanocharitidae appunto) che i due studiosi individuarono come facente parte della grande radiazione evolutiva australo-papuana dei passeriformi basali. Attualmente i Melanocharitidae vengono considerati affini ai Callaeidae e ai Paramythiidae (due specie in passato ascritte proprio ai Melanocharitidae), ma ancora di più agli Cnemophilidae (segregati dagli uccelli del paradiso).
Talvolta i due generi di beccolungo vengono accorpati nel genere Toxorhamphus, scelta doppiamente errata, prima di tutto perché non rispetta il principio di priorità (Oedistoma è stato istituito per primo, pertanto ha la precedenza) e in secondo luogo perché i beccolungo nani del genere Oedistoma si sono rivelati geneticamente più affini ai beccabacche che ai beccolungo del genere Toxorhamphus, col quale presentano inoltre piccole differenze anche a livello morfologico.